# Anolis lososi
Anolis lososi (аноліс Лососа) — вид ігуаноподібних ящірок родини анолісових (Dactyloidae). Ендемік Еквадору. Описаний у 2017 році.

## Поширення і екологія
Аноліси Лососа відомі з кількох місцевостей, розташованих в провінції Самора-Чинчипе на півдні Еквадору. Вони живуть у вологих гірських тропічних лісах.